# Lukáš Diviš
Lukáš Diviš (wym. [ˈlukaːʃ ˈdɪvɪʃ]; ur. 20 lutego 1986 w Żylinie) – słowacki siatkarz, były reprezentant Słowacji, grający na pozycji przyjmującego. Brat grającego dawniej w Płomieniu Sosnowiec Petera Diviša.
W 2014 roku otrzymał rosyjskie obywatelstwo. 7 maja 2016 roku został powołany do reprezentacji Rosji.
Ma żonę Angeline i syna, który ma na imię Lorenzo.

## Przebieg kariery
| 2003–2006                 | Volejbal Brno         |
| 2006–2009                 | VfB Friedrichshafen   |
| 2009–2010                 | Fenerbahçe SK         |
| 2010–2011                 | Jastrzębski Węgiel    |
| 2011–2018                 | Lokomotiw Nowosybirsk |
| 2018–2020                 | Zenit Petersburg      |
| 2020–2021                 | Dinamo-LO             |
| 2021 (do 18.11.2021)      | Cizre Belediyesi      |
| 2021–2022 (od 24.11.2021) | Galatasaray Stambuł   |
| 2022– (od 26.12.2022)     | Altekma SK            |

## Sukcesy klubowe
Mistrzostwo Czech:
- 2004

Puchar Niemiec:
- 2007, 2008

Liga Mistrzów:
- 2007, 2013

Mistrzostwo Niemiec:
- 2007, 2008, 2009

Mistrzostwo Turcji:
- 2010

Puchar Rosji:
- 2011

Klubowe Mistrzostwa Świata:
- 2013

Mistrzostwo Rosji:
- 2014
- 2017

## Sukcesy reprezentacyjne
Liga Europejska:
- 2011
- 2007

## Nagrody indywidualne
- 2007: Najlepszy przyjmujący Ligi Mistrzów
- 2013: Najlepszy siatkarz roku na Słowacji[7]
- 2013: Najlepszy przyjmujący Klubowych Mistrzostw Świata